# Rangers Football Club 2008-2009
Questa voce raccoglie le informazioni riguardanti il Rangers Football Club nelle competizioni ufficiali della stagione 2008-2009.

## Stagione
- In Scottish Premier League i Rangers si classificano al primo posto (86 punti) e vincono per la 52ª volta il campionato.
- In Scottish Cup battono in finale il Falkirk e vincono per la 33ª volta la coppa.
- In Scottish League Cup sono eliminati in finale dal Celtic (0-2).
- In Champions League sono eliminati nel secondo turno di qualificazione dal FBK Kaunas (1-2 complessivo).

## Maglie e sponsor
| Casa | Trasferta | Terza divisa |

## Rosa
| N. |                                 | Ruolo | Calciatore            |
| -- | ------------------------------- | ----- | --------------------- |
| 1  | Scozia (bandiera)               | P     | Allan McGregor        |
| 2  | Stati Uniti (bandiera)          | D     | Maurice Edu           |
| 3  | Scozia (bandiera)               | D     | David Weir (capitano) |
| 4  | Portogallo (bandiera)           | C     | Pedro Mendes          |
| 5  | Bosnia ed Erzegovina (bandiera) | D     | Saša Papac            |
| 6  | Scozia (bandiera)               | C     | Barry Ferguson        |
| 7  | Algeria (bandiera)              | C     | Brahim Hemdani        |
| 8  | Scozia (bandiera)               | C     | Kevin Thomson         |
| 9  | Scozia (bandiera)               | A     | Kris Boyd             |
| 10 | Spagna (bandiera)               | A     | Nacho Novo            |
| 11 | Scozia (bandiera)               | C     | Charlie Adam          |
| 12 | Scozia (bandiera)               | C     | Lee McCulloch         |
| 14 | Scozia (bandiera)               | A     | Steven Naismith       |
| 15 | Scozia (bandiera)               | C     | Alan Gow              |
| 16 | Scozia (bandiera)               | P     | Graeme Smith          |
| 17 | Scozia (bandiera)               | C     | Christopher Burke     |
| 18 | Scozia (bandiera)               | A     | Kenny Miller          |

| N. |                             | Ruolo | Calciatore              |
| -- | --------------------------- | ----- | ----------------------- |
| 19 | Francia (bandiera)          | A     | Jean-Claude Darcheville |
| 20 | Stati Uniti (bandiera)      | C     | DaMarcus Beasley        |
| 21 | Scozia (bandiera)           | D     | Kirk Broadfoot          |
| 22 | Scozia (bandiera)           | D     | Andy Webster            |
| 23 | Scozia (bandiera)           | D     | Christian Dailly        |
| 24 | Algeria (bandiera)          | D     | Madjid Bougherra        |
| 25 | Scozia (bandiera)           | P     | Neil Alexander          |
| 26 | Scozia (bandiera)           | D     | Steven Smith            |
| 27 | Irlanda del Nord (bandiera) | A     | Kyle Lafferty           |
| 28 | Scozia (bandiera)           | D     | Steven Whittaker        |
| 29 | Gabon (bandiera)            | A     | Daniel Cousin           |
| 31 | Gabon (bandiera)            | C     | Aarón                   |
| 35 | Irlanda del Nord (bandiera) | C     | Steven Davis            |
| 37 | Lituania (bandiera)         | A     | Andrius Velička         |
| 45 | Scozia (bandiera)           | A     | Rory Loy                |
| 47 | Scozia (bandiera)           | C     | John Fleck              |
| 56 | Irlanda del Nord (bandiera) | A     | Andrew Little           |